# Cap Sheridan
Pour les articles homonymes, voir Sheridan.
Le cap Sheridan est situé sur la côte nord-est de l'île d'Ellesmere, au Canada, sur la mer de Lincoln dans l'océan Arctique, à l'embouchure de la rivière Sheridan, sur la rive ouest.
C'est l'un des points terrestres les plus proches du pôle Nord géographique, à environ 840 km au nord ; le cap Columbia, à environ 75 km, étant cependant plus proche.

## Histoire

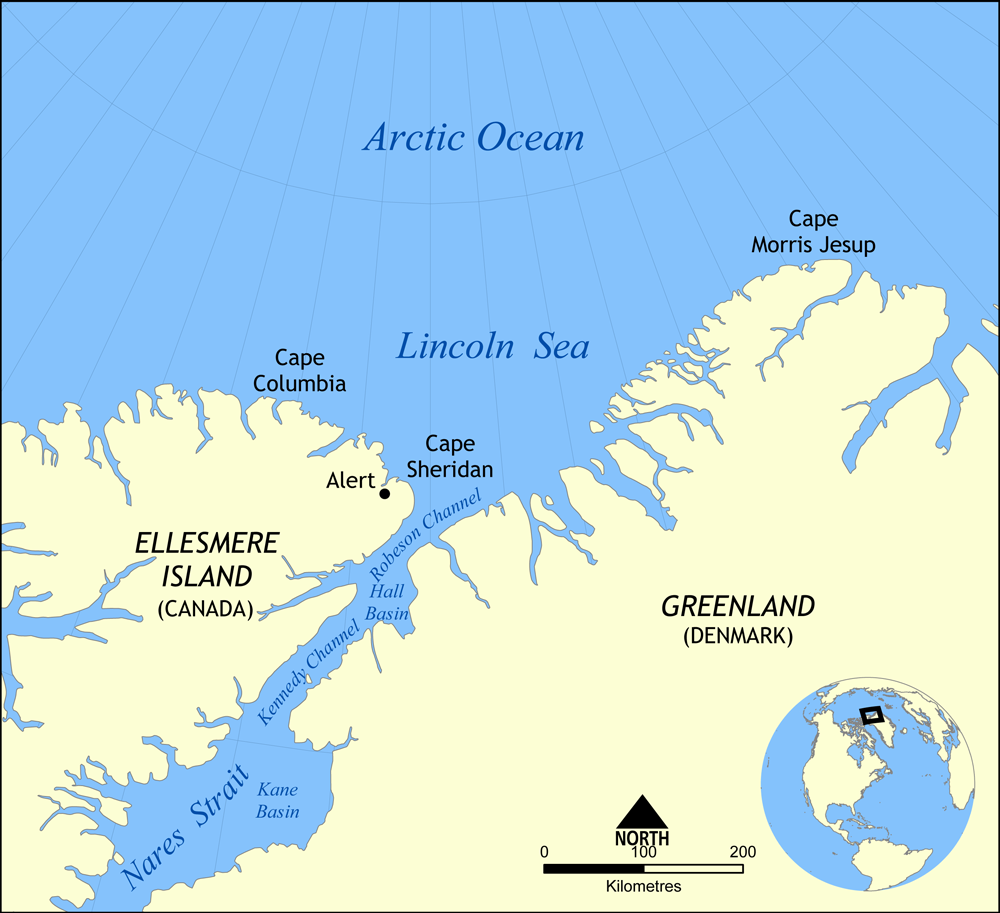
Plan de la mer de Lincoln dont le cap Sheridan.

Point stratégique de nombreuses expéditions dans l'objectif d'atteindre le Pole nord, George Nares (1875), ou Adolphus Greely (1882), entre autres, y passent.
La barrière de Ward Hunt est documentée pour la première fois durant l'Expédition Arctique britannique de 1875-1876, par les hommes du lieutenant Pelham Aldrich qui voyagent du cap Sheridan au cap Alert.
Le cap Sheridan est le site d'hivernage de la dernière expédition de Robert Peary pour atteindre le pôle Nord en 1908-1909 ; le dépôt de Cape Sheridan y étant situé. Peary y place une tablette de laiton sur un cairn en mémoire de Ross Gilmore Marvin, un de ses compagnons, mort de manière mystérieuse près du site.
Alert, l'endroit habité en permanence le plus au nord du monde, est situé à 13 km à l'ouest du cap.